# إتوتشو

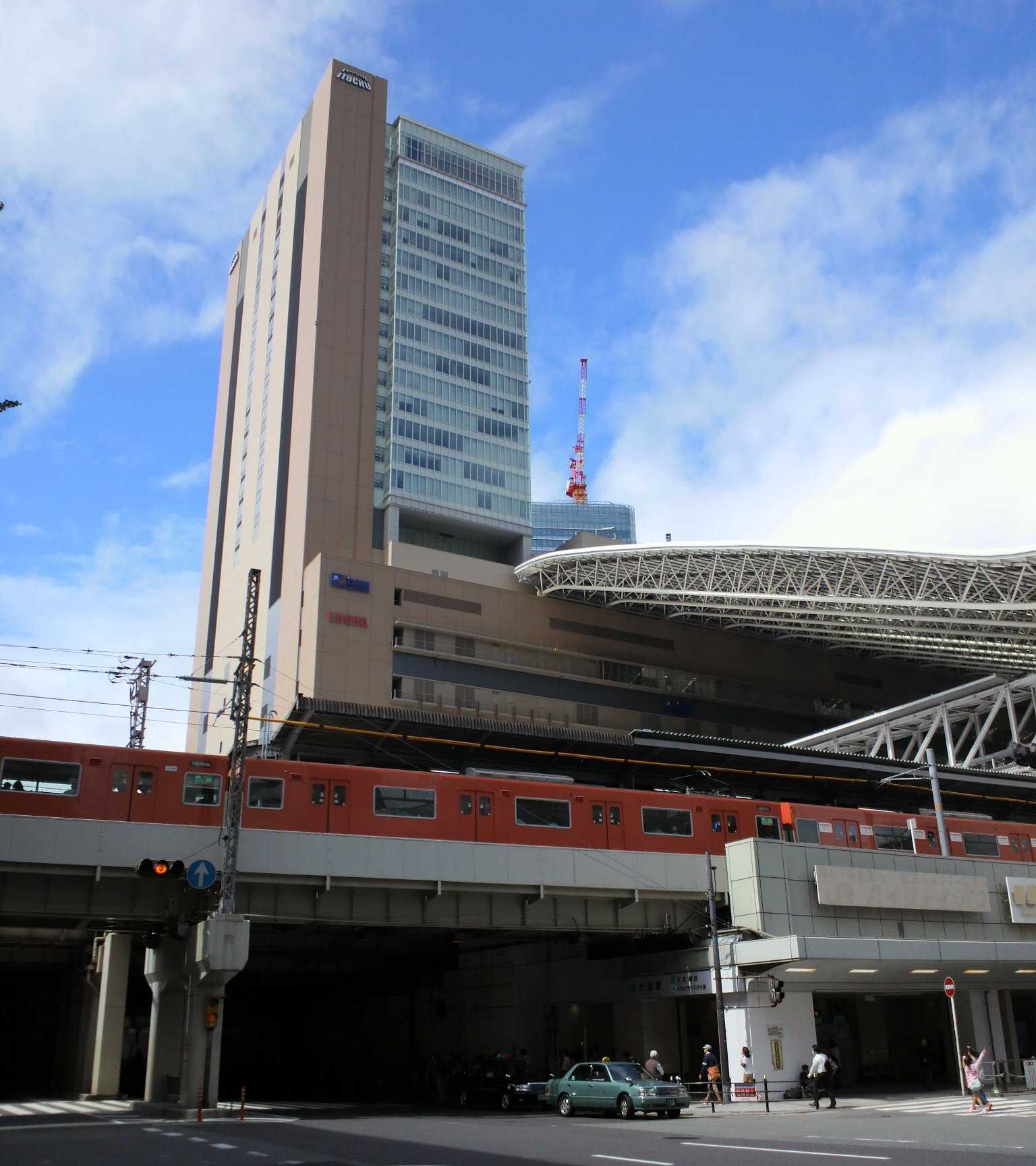
المقر في أوساكا (مبنى البوابة الشمالية)

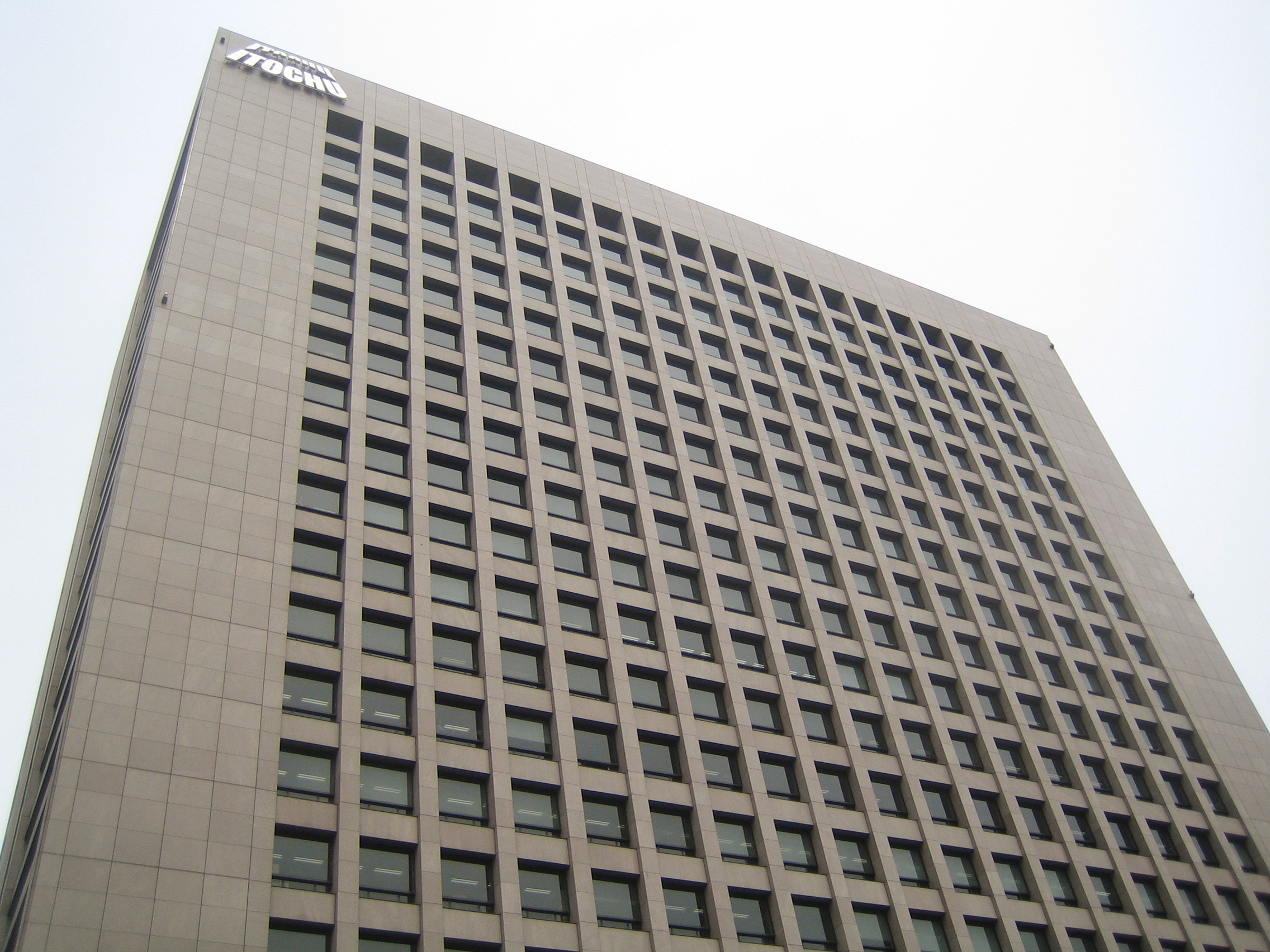
مقرها في طوكيو

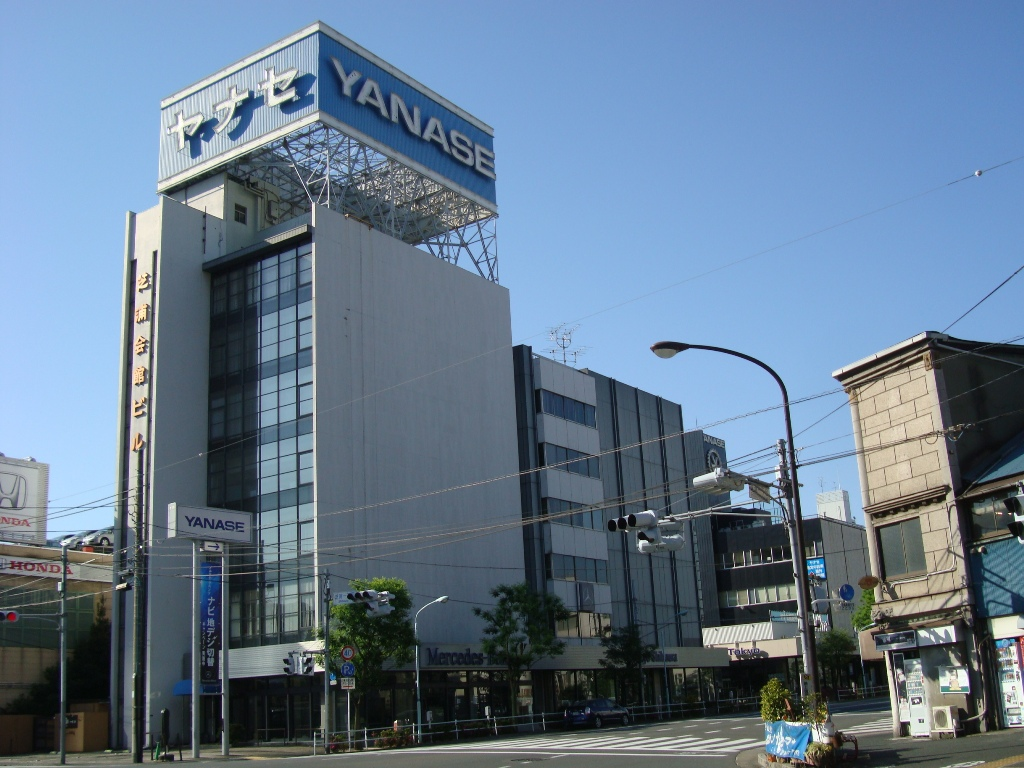
Yanase HQ ، أكبر تاجر تجزئة ومستورد للسيارات الأوروبية والأمريكية الشمالية إلى اليابان (شيبورا ، ميناتو ، طوكيو)

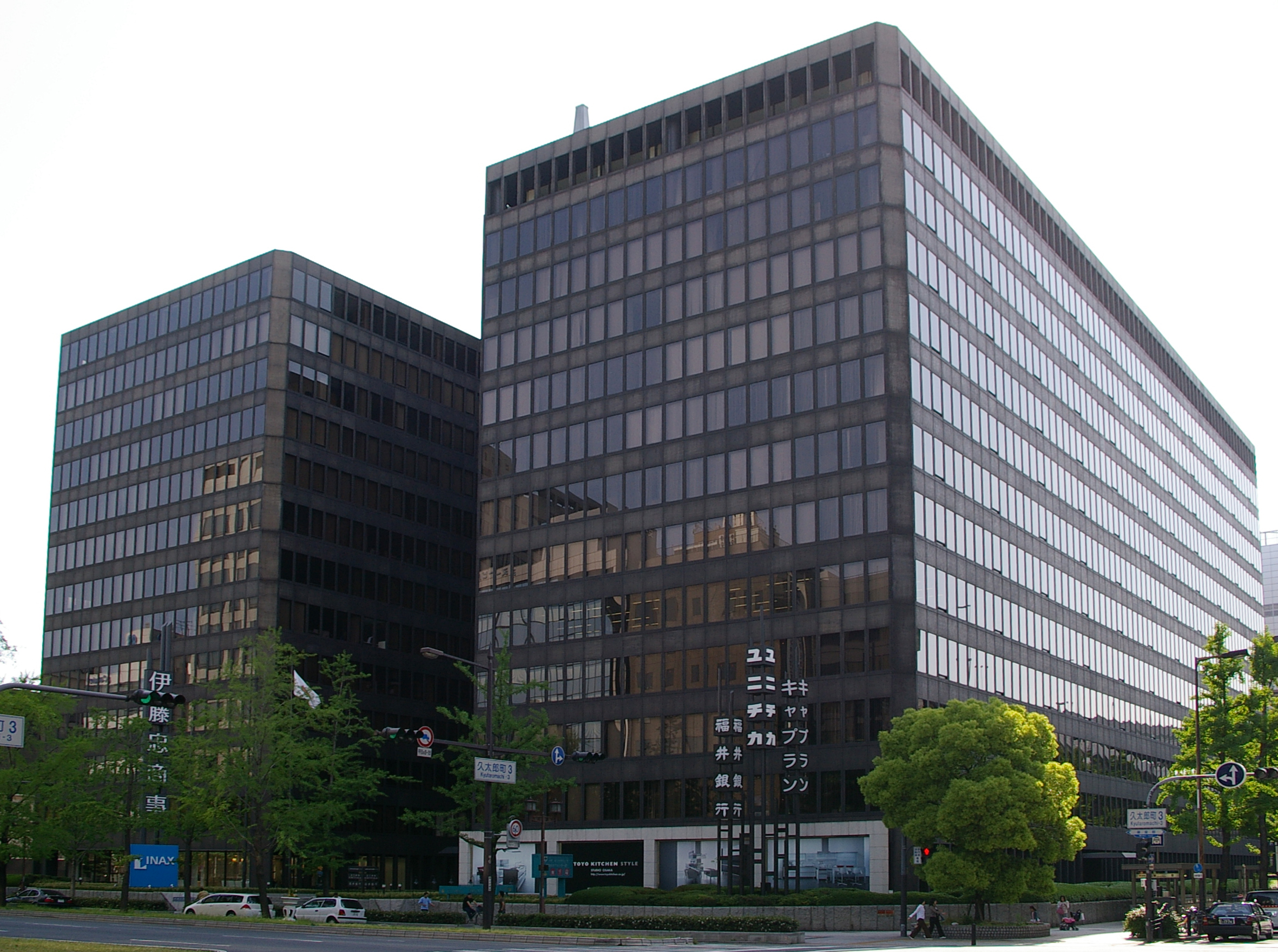
مقر أوساكا السابق لإيتوتشو (المبنى الأيسر) في تشو كو ، أوساكا ، اليابان

هي شركة يابانية مقرها في أوميدا، وكيتا-كو، وأوساكا وأوياما ، ميناتو ، طوكيو .
و هي واحدة من أكبر الشركات اليابانية (شركة تجارة عامة). من بين الشركات التجارية اليابانية، تتميز بعدم الانحدار من مجموعة زايباتسوالتاريخية، ولكن بسبب قوة أعمالها في مجال المنسوجات وعملياتها التجارية الناجحة في الصين. لديها ستة أقسام تشغيلية رئيسية متخصصة في المنسوجات والمعادن / المعادن والأغذية والآلات والطاقة / المواد الكيميائية وتكنولوجيا المعلومات والاتصالات / المنتجات العامة / العقارات.  احتلت Itochu المرتبة 215 على قائمة 2017 من قائمة فورتتشن جلوبال 500 بإيرادات تداول سنوية بلغت 44.65 مليار دولار أمريكي. 
هو عضو في ميزوهو keiretsu .

## روابط خارجية
- الموقع الرسمي
- تاريخ الشركة
  - الإنجليزية
  - اليابانية
  - صينى